# 中垣慶
中垣 慶（なかがき けい、10月16日 - ）は、日本の漫画家。兵庫県神戸市出身。血液型はO型。
1983年に『少年KING』誌にて「スラップスティック ミルキィ先生」でデビュー。
京都精華大学マンガ学部、マンガカレッジ講師。

## 作品リスト
- スラップスティック ミルキィ先生
- 狼くん突風
- ミッションII
- 紅の故星（ブラッド・ネイティヴプレイス）
- ラディカルCC（カップルコップ）
- 流風（リウフェン）
- TOGETHER!
- 風使いGINGA
- お願いアルカナ
- BUDDY998
- AM4時までのシンデレラ